# Pittstim
Pittstim, med undertiteln Pissbomber, skogsporr och kärlek – 15 berättelser om att vara kille, är en antologi av texter om mansrollen utgiven 2008 av Wahlström & Widstrand. Redaktörer är Inti Chavez Perez (huvudredaktör) och Zanyar Adami (medredaktör). I antologin skriver, förutom redaktörerna, bland andra Gustav Fridolin och Axel Gordh Humlesjö. Sammanlagt innehåller boken texter av 15 män, de flesta födda på 1980-talet.

## Innehåll
Antologin innehåller totalt 15 texter av lika många författare. Dessa är till största delen födda på 1980-talet och har bakgrunder i bland annat medier, sport och politik. Texterna berör bland annat ämnen som våld, sexualitet, kärlek, droger och grupptryck, och presenteras i format som stilexperiment, dialog, essä eller novell. Texterna kompletteras med journalistiska "puffar" och små faktarutor.
Författarna, texterna och ämnena är som följer, efter ordningen texterna kommer i boken:
- Axel Gordh Humlesjö – "Pissbomber och knullhets" (tema: idrott)
- Danny Hedlund – "Kroppskontroll" (ätstörningar)
- Farao Groth – "Fjollan överlistar systemet" (fjolla)
- Dan Blomberg – "Roppmonstret och jag" (gatuvåld)
- Kristofer Folkhammar – "Eftersom ingen vet blir du lite som min" (obesvarad kärlek)
- Inti Chavez Perez – "Sexreglerna" (ofrivilligt sex)
- David Hanna – "Fixa stålar" (kriminalitet)
- Andreas Gustavsson – "Du måste lita på mig, älskling" (otrohet)
- Gustav Fridolin – "Slagsmål och lingonsylt" (våld i skolan)
- Boris Kayhan – "Som den lilla flicka du är" (sociala relationer mellan pojkar)
- Zanyar Adami – "Tänk om jag är bög" (homofobi)
- Jon Jordås – "Fick du doppa, Pinocchio?" (manliga förebilder)
- Kalle Berggren – "Skitsammankomst" (feminism)
- Andrev Bergström – "Pojkrummets konfliktdiamanter" (pornografi – inklusive skogsporr – och kåthet)
- Max Landergård – "Vad är en man, pappa?" (alkoholism)

Bokens titel är referens till boken Fittstim, och den antologins uppgörelse med toxiska beteenden runt dagens kvinnor finns som bakgrund till många av texterna i Pittstim. Kalle Berggrens "Skitsammankomst" går längst i sin nedmontering av negativ manlighet, i ljuset av feministisk kamp.

## Mottagande
Recensenter har sett den som en mindre politisk men mer slätstruken och ojämn uppgörelse med mansrollen, till skillnad mot stridsskriften Fittstim. Den har dock uppmärksammats för alla de personliga berättelserna, som både beskriver manlig identitet, rädsla och sökande och hur det är att vara människa.
Kritik kom även mot att bokens texter genomgående handlar om män och pojkar, medan kvinnor och flickor nästan inte syns alls. Recensenter har även sett kopplingen till den kvinnliga Fittstim-antologin som en svaghet som inte rätt lyfter fram många litterärt starka och intressanta texter – inklusive de av Jon Jordås och Andrev Bergström – i rätt ljus. Recensenten i Borås Tidning ansåg att bokens höjdpunkter är tre texter som behandlar vådliga konsekvenser av machoattityder, av Axel Gordh Humlesjö, Dan Blomberg och David Hanna.

## Utgivning
- Chavez Perez Inti, Adami Zanyar, red (2008). Pittstim: pissbomber, skogsporr och kärlek : 15 berättelser om att vara kille. Stockholm: Wahlström & Widstrand. ISBN 9789146218876

- Chavez Perez Inti, Adami Zanyar, red (2009). Pittstim: pissbomber, skogsporr och kärlek : [15 berättelser om att vara kille]. Månpocket. Fakta, 99-0832420-9 ([Ny utg.]). Stockholm: Månpocket. ISBN 9789172321502
- Chavez Perez Inti, Adami Zanyar, red (2008). Pittstim pissbomber, skogsporr och kärlek : 15 berättelser om att vara kille. Nacka: Inläsningstjänst. Libris 12570299